# 施托尔滕贝格
施托尔滕贝格（德語：Stoltenberg）是德国石勒苏益格－荷尔斯泰因州的一个市镇。总面积7.78平方公里，总人口310人，其中男性144人，女性166人（2011年12月31日），人口密度40人/平方公里。